# 樊口街道
樊口街道是中华人民共和国湖北省鄂州市鄂城区下辖的一个街道办事处。

## 行政区划
樊口街道下辖以下村级行政区划单位：
大闸社区、樊川社区、内河社区、长堤村、杜沟村、旭光村、月河村、杜山村、范灯村、周铺村、钮墩村、得胜村和周力村。